# شرکت سهامی
شرکت سهامی (به انگلیسی: Joint-stock company)، در اصطلاح، شرکتی است که برای انجام امور بازرگانی تشکیل می‌شود و سرمایهٔ آن متشکل از سهام هم ارزش یا تعداد یکسان سهام است. بر اساس ماده ۱ اصلاحی قانون تجارت ایران مصوب ۲۴ اسفند ۱۳۴۷، شرکت سهامی به این صورت تعریف شده است:
شرکت سهامی شرکتی است که سرمایه آن به سهام تقسیم شده و مسئولیت صاحبان سهام محدود به مبلغ اسمی سهام آنها است
در شرکت سهامی، به شرکا در ازاء آورده‌ای که به شرکت می‌آورند یا مبلغی که تعهد می‌کنند، سهام داده می‌شود. مجموع این سهام، سرمایه شرکت سهامی را تشکیل می‌دهد. سهم در معنای خاص، به معنای سهام شرکت سهامی و در معنای عام، هر حق ناشی از مشارکت یا حصه شریک است.
و بر اساس ماده ۲ اصلاحی قانون تجارت ایران:
شرکت سهامی شرکت بازرگانی محسوب می‌شود ولو اینکه موضوع عملیات آن، امور بازرگانی نباشد.
به موجب ماده ۴ لایحه قانونی اصلاح قسمتی از قانون تجارت، شرکت سهامی به دو نوع تقسیم می‌شود:
نوع اول: شرکت‌هایی که مؤسسان آن‌ها قسمتی از سرمایه شرکت را از طریق فروش سهام به مردم تأمین می‌کنند، که شرکت سهامی عام نامیده می‌شوند؛ مثل شرکت شیر پاستوریزه پگاه اصفهان با نماد بورسی «غشصفا».
نوع دوم: شرکت‌هایی که تمام سرمایه آن‌ها در موقع تأسیس منحصراً توسط مؤسسان تأمین گردیده است. اینگونه شرکت‌ها شرکت سهامی خاص نامیده می‌شوند؛ مثل شرکت کاله آمل.
در شرکت سهامی عام عبارت «شرکت سهامی عام» و در شرکت سهامی خاص عبارت «شرکت سهامی خاص» باید قبل از نام شرکت یا بعد از آن بدون فاصله با نام شرکت در کلیه اوراق و اطلاعیه‌ها و آگهی‌های شرکت به‌طور روشن و خوانا قید شود.
موضوع شرکت به‌طور صریح و منجّز از بندهای الزامی اساسنامه می‌باشد. الزامی نیست که موضوع فعالیت شرکت سهامی عملیات بازرگانی ماده ۲ قانون تجارت باشد، زیرا شرکت‌های سهامی عام و خاص از شرکت‌های شکلاً تجاری محسوب شده و در هر صورت شرکت سهامی شرکت بازرگانی می‌باشد.
در موقع تأسیس، سرمایه شرکت‌های سهامی عام از پانصد هزار تومان و سرمایه شرکت‌های سهامی خاص از صد هزار تومان نباید کمتر باشد.در شرکت‌های سهامی (عام و خاص) حداکثر سرمایه معین نشده است.
به موجب ماده ۳ لایحه اصلاح قسمتی از قانون تجارت: «در شرکت سهامی تعداد شرکا نباید از سه نفر کمتر باشد»؛ در این ماده حداقل تعداد اعضاء جداگانه در شرکت سهامی عام و خاص مشخص نشده است.
در خصوص کفایت حداقل ۳ شریک در شرکت سهامی خاص، با توجه به نص قانون اختلاف نظر وجود ندارد؛ و در مورد شرکت سهامی عام با توجه به ماده ۱۰۷ لایحه اصلاح قسمتی از قانون تجارت شرکای شرکت سهامی عام نباید از ۵ عضو کمتر باشد.